# Église de la Vierge Marie à Maadi
Pour les articles homonymes, voir Église de la Vierge Marie.
L'Église de la Vierge Marie, située dans le quartier de Maadi au Caire, sur la rive orientale du Nil, a été construite en consécration à la Vierge Marie (la Vierge Marie). C'est l'endroit où la Sainte famille a embarqué pour son voyage en Haute-Egypte en felouque[Selon qui ?].

## Récit selon son Évangile
Matthieu évoque la fuite en Égypte (Égypte) dans son Évangile. Après le départ des Mages, un ange apparaît à Joseph pour lui enjoindre de fuir en Égypte la persécution d’Hérode. « Joseph se leva ; dans la nuit, il prit l’enfant et sa mère, et se retira en Égypte, où il resta jusqu’à la mort d’Hérode, pour que soit accomplie la parole du Seigneur prononcée par le prophète : D’Égypte, j’ai appelé mon fils. » (Matthieu, 2, 13-15).
Quatre versets plus loin, l’évangéliste relate la fin de l’exil en Égypte : après la mort d’Hérode, l’ange réapparaît en songe à Joseph : «” Lève-toi ; prends l’enfant et sa mère, et pars pour le pays d’Israël, car ils sont morts, ceux qui en voulaient à la vie de l’enfant.” » (Mt, 2, 19-20). Le texte évangélique ne décrit pas du tout ce que fut ce séjour, qui, selon la tradition, dura près de quatre ans.
Cet épisode concrétise aussi la prophétie d’Osée, « D’Egypte j’ai appelé mon fils » (Osée 11, 1).
L'escalier en pierre que la Sainte Famille emprunta pour descendre sur les bords du Nil, existe encore. Il est muni d'une porte ouvrant sur la cour de l'église.
Le 12 mars 1976, une Sainte Bible a été trouvée flottant dans le Nil à Maadi miraculeusement intacte, elle était ouverte au chapitre Esaïe 19:25 contenant la phrase : (Béni soit l'Égypte mon peuple).

## Histoire de son Église
Cette église était un monastère avec de nombreux moines dans des différents périodes de l'histoire , elle a été visitée par le saint Arsanius (saint Arsène), l'enseignant des fils du roi ainsi que le pape Metaos premier patriarche 87 en 1370 - 1401, aussi le Pape et le Patriarche Cyrille V 112 (1867 - 1917) qui a pris soin de restaurer la plupart des manuscrits qui se trouvent dans l'église